# Берзинь, Рудольф Янович
Рудольф Янович Берзинь (наст. фамилия Берзиньш; латыш. Rūdolfs Bērziņš; 9 (21) сентября 1881, Рига — 26 января 1949, там же) — латвийский и советский общественно-музыкальный и театральный деятель артист (драматический тенор) оперы и драмы, камерный певец, режиссёр, педагог. Народный артист Латвийской ССР (1944).

## Биография
Родился в бедной рабочей семье. Пению обучался в Риге у  Германа Ядловкера. С 1899 года пел в хоре рижской «Латышской оперы», с 1902 выступал как драматический актер в Новом латышском театре. В 1903 дебютировал как оперный певец в Новом латышском театре в партии Фауста («Фауст»), где пел до 1905. В 1905 вместе с актером Я. Гутером организовал народный театр «Аполло». Вскоре был арестован за участие в революционном движении (выступал на митингах с речами, исполнял революционные песни, в т. ч. «Марсельезу»). Выйдя через год из тюрьмы, возобновил ароматическую и общественную деятельность в театре «Аполло», став художественным руководителем и режиссёром театра. В 1908 из-за преследований полиции под фамилией Саллениуск эмигрировал в Данию. В Копенгагене преподавал русский язык и руководил кружком русских драм, одновременно совершенствуясь в пении у В. Ворхкамера. Выступал в концертах (программы включали романсы Э. Грига и монологи Р. Вагнера). В 1911 дебютировал в «Тангейзере» на сцене Штутгартской придворной оперы, позднее выступал на оперных сценах в Мюнстере, Галле и др. нем. городах, завоевав признание как певец героического плана. В 1914 по рекомендации сына Р. Вагнера 3. Вагнера был приглашен на гастроли в Байрейт, но война помешала осуществлению этих планов. В 1914—1919 гастролировал в Дании и Швеции. В 1919—1928 солист Латвийской национальной оперы, с 1944 — директор и художественный руководитель этого театра. Репертуар его включал около 25 партий.
Первый исполнитель партий: Вижутиса («Банюта»); в Риге — Петериса («Рута»). Лучшие партии: Гришка Кутерьма, Лоэнгрин, Самсон, Канио, Тангейзер, Тристан («Тристан и Изольда»), Хозе («Кармен»). Др. партии: Радамес, Отелло («Отелло» Дж. Верди), Рауль, Хоре, Кангар, Илгнесис; Юпитер (оперетта «Орфей и Эвридика» Ж. Оффенбаха).
В годы Великой Отечественной войны организовал фронтовую художественную бригаду, с которой концертировал на фронте, часто выступал перед ранеными бойцами, пел в Государственном ансамбле Латвийской ССР в Иванове (1941—45).
С 1930 вёл педагогическую деятельность, с 1940 доцент Рижской консерватории. Среди его учеников — А. Фринберг.
В 1941 принимал участие в работе жюри Всесоюзного конкурса молодых исполнителей (Москва). Вел активную общественную деятельность — был председателем Театрального общества Латвийской ССР, депутатом Рижского горсовета.
Записывался на грампластинки
В 1981 Театр. общество Латвии учредило памятный приз памяти артиста (присуждается певцу-тенору раз в пять лет за заслуги в развитии латвийского оперного искусства), учреждена также именная стипендия.
Похоронен на Кладбище Райниса.